# Alcoholwet
De Alcoholwet, voluit geheten Wet van 7 oktober 1964, tot regeling van de uitoefening van de bedrijven en de werkzaamheid, waarin of in het kader waarvan alcoholhoudende drank wordt verstrekt, is een Nederlandse wet van 7 oktober 1964, in werking getreden op 1 november 1967, tot regeling van de uitoefening van de bedrijven en de werkzaamheid, waarin of in het kader waarvan alcoholhoudende drank wordt verstrekt. Tot 1 juli 2021 was de citeertitel Drank- en Horecawet. Op 1 juli 2021 is deze gewijzigd in Alcoholwet.
Artikel 44a van de wet en het Alcoholbesluit bepalen dat gemeenten een bestuurlijke boete kunnen opleggen aan rechtspersonen die bepaalde bepalingen van de wet overtreden.

## Geschiedenis
De Wet van 24 mei 2012 tot wijziging van de Drank- en Horecawet met het oog op de terugdringing van het alcoholgebruik onder met name jongeren, de voorkoming van alcoholgerelateerde verstoring van de openbare orde, alsmede ter reductie van de administratieve lasten voerde onder meer een verbod in voor jongeren onder de 16 jaar alcohol bij zich te hebben.
De Wet van 1 oktober 2013, houdende wijziging van de Drank- en Horecawet teneinde enkele leeftijdsgrenzen te verhogen van 16 naar 18 jaar en de preventie en handhaving te verankeren (een initiatiefwet van Joël Voordewind, Kees van der Staaij, Lea Bouwmeester en Hanke Bruins Slot) is op 1 januari 2014 in werking getreden.
De wet verhoogde voor diverse bepalingen (waaronder het direct hierboven genoemde) de leeftijdsgrens van 16 naar 18 jaar.
De per 1 juli 2021 in werking getreden Wet van 16 december 2020 tot wijziging van de Drank- en Horecawet in verband met het Nationaal Preventieakkoord en evaluatie van de wet wijzigde de citeertitel in Alcoholwet. Verder is een verbod ingevoerd om bedrijfsmatig of anders dan om niet alcoholhoudende drank aan te bieden of te verstrekken voor gebruik elders dan ter plaatse tegen een prijs die voor een periode van een maand of korter lager is dan 75% van de prijs die in het betreffende verkooppunt gewoonlijk wordt gevraagd (zoals een aanbieding in de supermarkt met een korting van meer dan 25%). Tevens is het voor een meerderjarig persoon verboden geworden om op voor publiek toegankelijke plaatsen alcoholhoudende drank te verstrekken aan een minderjarige, ook als dit niet bedrijfsmatig gebeurt (verbod op wederverstrekking).

## Wetgeving
In deze wetgeving staat onder meer:
- dat voor de verkoop van sterke drank voor gebruik elders dan ter plaatse, dit in een slijterij plaats dient te vinden;
- de uitzondering voor de verkoop van zwak-alcoholhoudende drank in supermarkten en andere levensmiddelenwinkels, warenhuizen en cafetaria’s;
- dat voor de verkoop van alcoholhoudende drank voor gebruik ter plaatse, dit in een horecabedrijf dient plaats te vinden;
- dat alleen een rechtspersoon die voldoet aan de eisen van de wet een vergunning kan krijgen.

Alcoholhoudende drank wordt in de wet gedefinieerd als drank met meer dan een half procent alcohol. Onderscheid wordt gemaakt tussen zwak-alcoholhoudende drank en sterke drank (15% of meer).

## Leeftijd
Artikel 20 bepaalt:
1. Het is verboden bedrijfsmatig of anders dan om niet alcoholhoudende drank te verstrekken aan een persoon van wie niet is vastgesteld dat deze de leeftijd van 18 jaar heeft bereikt. Onder verstrekken als bedoeld in de eerste volzin wordt eveneens begrepen het verstrekken van alcoholhoudende drank aan een persoon van wie is vastgesteld dat deze de leeftijd van 18 jaar heeft bereikt, welke drank echter kennelijk bestemd is voor een persoon van wie niet is vastgesteld dat deze de leeftijd van 18 jaar heeft bereikt.
Voor de toegang tot horecagelegenheden is er geen landelijke grens meer. Sommige horecaondernemers, met name disco-eigenaren, hanteren zelf grenzen (vaak 16, 18 of 21 jaar). Gemeenten kunnen bij verordening toelatingsleeftijdsgrenzen (maximaal 21 jaar) bepalen tot – desgewenst alle – horecagelegenheden en terrassen.
Artikel 45 bepaalt onder meer:
- 1 Het is personen die de leeftijd van 18 jaar nog niet hebben bereikt, verboden op voor publiek toegankelijke plaatsen alcoholhoudende drank aanwezig te hebben of voor consumptie gereed te hebben, met uitzondering van plaatsen waar bedrijfsmatig of anders dan om niet alcoholhoudende drank voor gebruik elders dan ter plaatse wordt verstrekt.
- 2 Het eerste lid is niet van toepassing op: 
  - a. personen van 16 of 17 jaar die dienst doen in een inrichting waarin het horecabedrijf wordt uitgeoefend, waaronder begrepen het zijn van barvrijwilliger in een inrichting in beheer bij een paracommerciële rechtspersoon;
  - b. personen van 16 of 17 jaar die handelen in opdracht van een toezichthouder als bedoeld in artikel 41;
  - c. personen als bedoeld in artikel 24, vijfde lid.

Een jongere die in een supermarkt met alcoholhoudende drank naar de kassa gaat is dus nog niet strafbaar, dit om de verantwoordelijkheid van de ondernemer om verkoop te weigeren te onderstrepen. Een jongere die in een horecagelegenheid drank voor consumptie gereed heeft (bijvoorbeeld nadat die tegen de regels aan hem is verkocht of die een ouder iemand voor hem heeft gekocht) is wel strafbaar; hier wordt dus niet de redenering gehanteerd van het onderstrepen van de verantwoordelijkheid van de ondernemer.
Politiestrafbeschikkingsfeit E 211 betreft "als persoon jonger dan 18 jaar alcoholhoudende drank aanwezig hebben waar dit niet is toegestaan", met een boetebedrag van € 100. Gezien de algemene regel dat voor een overtreder van 12 tot 16 jaar de tarieven van feitgecodeerde zaken worden gehalveerd. Boven op dit sanctiebedrag komen nog administratiekosten van € 9.
Als een jongere wordt aangetroffen die alcohol gebruikt heeft, is weliswaar duidelijk dat hij die voorhanden heeft gehad, maar dat hoeft niet op een publiek toegankelijke plaats geweest te zijn. De jongere kan dan dus niet gestraft worden, behoudens in het geval van openbare dronkenschap (die strafbaar is voor alle leeftijden). Het onwel zijn door alcoholgebruik wordt bewust niet strafbaar gesteld omdat dat hulp zoeken door of voor zo'n jongere zou kunnen belemmeren, wat zou kunnen leiden tot gezondheidsrisico's.
Verschillen met de bepalingen over alcoholhoudende drank in de openbare ruimte zijn dat de hierboven behandelde bepaling:
- niet slechts in delen van gemeenten geldt, maar overal;
- ook geldt voor gesloten verpakkingen;
- alleen geldt voor jongeren.